# BBCドラマ・ヴィレッジ
BBCドラマ・ヴィレッジ (BBC Drama Village) は、イングランド中部バーミンガムのセリー・オークにある、BBCが運営するテレビ番組制作施設。運営にあたっているのはBBCバーミンガム支局 (BBC Birmingham) であり、施設の大部分はバーミンガム大学のセリー・オーク・キャンパス内に拠点を置いている。
この施設は、2005年5月10日に正式開業し、5棟の建物から構成されている。アーチボルト・ハウス (Archibald House) とメルヴィル・ハウス (Melville House) は、いずれも重要文化財建築物 (listed building) のグレード2に指定されているアーツ・アンド・クラフツ様式の旧大学施設であり、残りの3棟は、近傍のスターチリー (Stirchley) の業務地区にある。これらの建物には、スタジオ、セット、衣装部門、技術部門、大規模なポストプロダクション関連部門が収容されている。
この施設で制作された番組の例としては、昼の時間帯の連続ドラマである『Dalziel and Pascoe』、『Doctors』、『The Afternoon Play』などが挙げられる。
『Doctors』の舞台となったミル・ヘルス・センター (the Mill Health Centre：劇中の架空の医療センター) も、メルヴィル・ハウスに設置されている。
大学構内におけるドラマ・ヴィレッジの開設は、バーミンガム大学がテレビ局との連携に取り組む一環であり、同大学構内にはこのほかにも Sky News のスタジオが設けられている。